# نوید میهن‌دوست
نوید میهن‌دوست (زاده ۷ تیر ۱۳۵۱ در نوشهر) کارگردان، فیلم‌نامه‌نویس سینما و تلویزیون. او در ۱۳ آذر ۱۳۹۸ توسط وزارت اطلاعات جمهوری اسلامی دستگیر شد و در بند ۲۰۹ زندان اوین به مدت حدود دو ماه در بازداشت بود و در ۱۴ بهمن با تودیع وثیقه ۸۵۰ میلیون تومانی به صورت موقت و تا پایان مراحل دادرسی از زندان آزاد شد. او برادرزادهٔ اسماعیل میهن‌دوست است. برای اجرای حکم از ۲۹ مرداد ۱۴۰۲ به زندان اوین فراخوانده شد و هم‌اکنون در زندان اوین زندانی است.

## زندگی‌نامه
از دوران تحصیل در دانشگاه صنعتی شریف به فیلم‌نامه‌نویسی و ساخت فیلم کوتاه روی آورد. اما اولین فیلم حرفه‌ای خود را در ۱۳۷۹ با ساخت مجموعه تلویزیونی ردپای نسیم برای تلویزیون شروع کرد. پس از آن در چند فیلم سینمایی و مجموعهٔ تلویزیونی به عنوان کارگردان یا سایر عوامل نقش داشت.

## آثار

### فیلم بلند سینمایی
- ۱۳۸۹ - هرچی خدا بخواد.
- ۱۴۰۲ - کافه[۳]

### فیلم کوتاه
- ۱۴۰۱ - خاک گلدان را کنار نزن[۴]

### مجموعه تلویزیونی
- ۱۳۷۹ - رد پای نسیم. کارگردان و فیلم‌نامه‌نویس[۵]
- ۱۳۸۲ - این راهش نیست.[۶]
- ۱۳۸۸ تا ۱۳۹۳ - شاید برای شما هم اتفاق بیفتد کارگردانی بعضی از قسمت‌ها.
- ۱۳۹۶ -دیوار شیشه‌ای با راما قویدل

## جشنواره‌ها
فیلم کافه که آخرین ساخته نوید میهن‌دوست است و در دورانی که با وثیقه در خارج از زندان بود و بدون گرفتن مجوز از وزارت ارشاد ساخت اولین نمایش جهانی خود را در شصت و چهارمین جشنواره بین‌المللی فیلم تسالونیکی در روزهای ده و یازدهم نوامبر ۲۰۲۳ خواهد داشت.

## بازداشت
به گفتهٔ فعالان حقوق بشر نوید میهن‌دوست در ۱۳ آذر احضار شده و به مدت دو ماه در بازداشت وزارت اطلاعات به سر برد. در این مدت او تنها چند بار اجازه تماس تلفنی پنج دقیقه‌ای با خانواده خود یافته‌است. به وکیلش اجازه حضور در مراحل تحقیقات داده نشده و مأموران امنیتی به خانواده میهن‌دوست گفته‌اند که اتهام او «اقدام علیه امنیت کشور» است. مأموران امنیتی هنگام مراجعه به منزل پدری و محل کار میهن‌دوست به دنبال دی‌وی‌دی این مستند بوده‌اند.
به گفتهٔ خواهر او، ندا میهن‌دوست، نوید پس از بازداشت دوستش، «علی‌رضا علی‌نژاد»، برادر مسیح علی‌نژاد، بارها خانواده او را در مراجعه به دادسرا، زندان و سایر مراجع قضایی همراهی کرده‌است. او پیش از بازداشت، با ضبط ویدئویی علت احضار و احتمال بازداشتش را دوستی با علی علی‌نژاد و کمک‌هایش به خانواده علی‌نژاد عنوان کرده‌است. این ویدئو توسط مسیح علی‌نژاد منتشر شده‌است.
او هم‌اکنون به ۳ سال و ۶ ماه حبس تعزیری محکوم شد و حکم عیناً در دادگاه تجدیدنظر تأیید شده‌است و هر لحظه احتمال اجرای حکم می‌رود.
نوید روز ۲۷ مرداد ۱۴۰۲ طی بیان کوتاهی در صفحه اینستاگرام خود گفت: احکام احکام اوین از او خواسته‌است در ۲۸ مرداد برای اجرای حکمش به این واحد در زندان اوین مراجعه کند. طبق خبری که خواهر او ندا میهن‌دوست در اینستاگرام خود منتشر کرد در تاریخ ۲۹ مرداد از دایره اجرای احکام به زندان اوین منتقل شد و هم‌اکنون در بند چهار زندان اوین دوران حبس خود را می‌گذراند.

### بیانیهٔ هنرمندان
۳۰ فروردین ۱۴۰۰، صد و هشتاد نفر از سینماگران و هنرمندان ایرانی، با امضای نامه‌ای خواستار لغو سریع حکم زندان ۴۲ ماهه برای «نوید میهن‌دوست» شدند.
در این نامه که به امضای هنرمندانی همچون «علی مصفا، شقایق دهقان، رضا کیانیان، حمیدرضا آذرنگ، کیومرث پوراحمد، همایون اسعدیان، مازیار میری و حمید نعمت‌الله» رسیده‌است، گفته شده؛ «تولید آثار فرهنگی و هنری، نه اقدام علیه امنیت ملی است و نه فعالیت تبلیغی علیه نظام و حکم دادگاه انقلاب علیه رضا میهن‌دوست و دیگر کنشگران فرهنگ و هنر، مصداق تداوم نقض آزادی بیان است و باید متوقف شود.»==